# Pashtuner

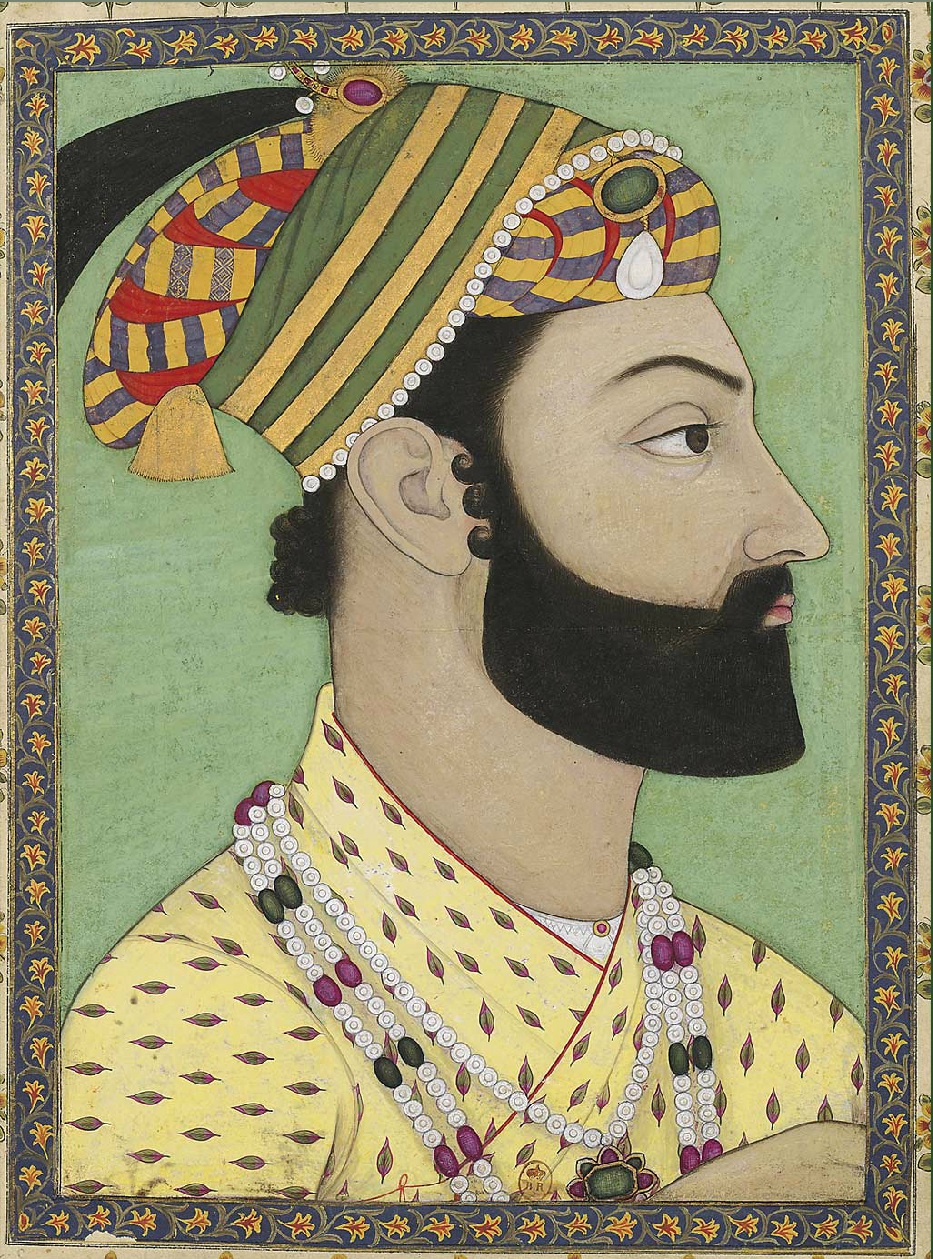
Namnet "Afghanistan" betyder "Pashtunernas land", och landets kungar och presidenter har med mycket få undantag varit pashtuner. Här Ahmad Shah Durrani som grundade den afghanska staten 1747

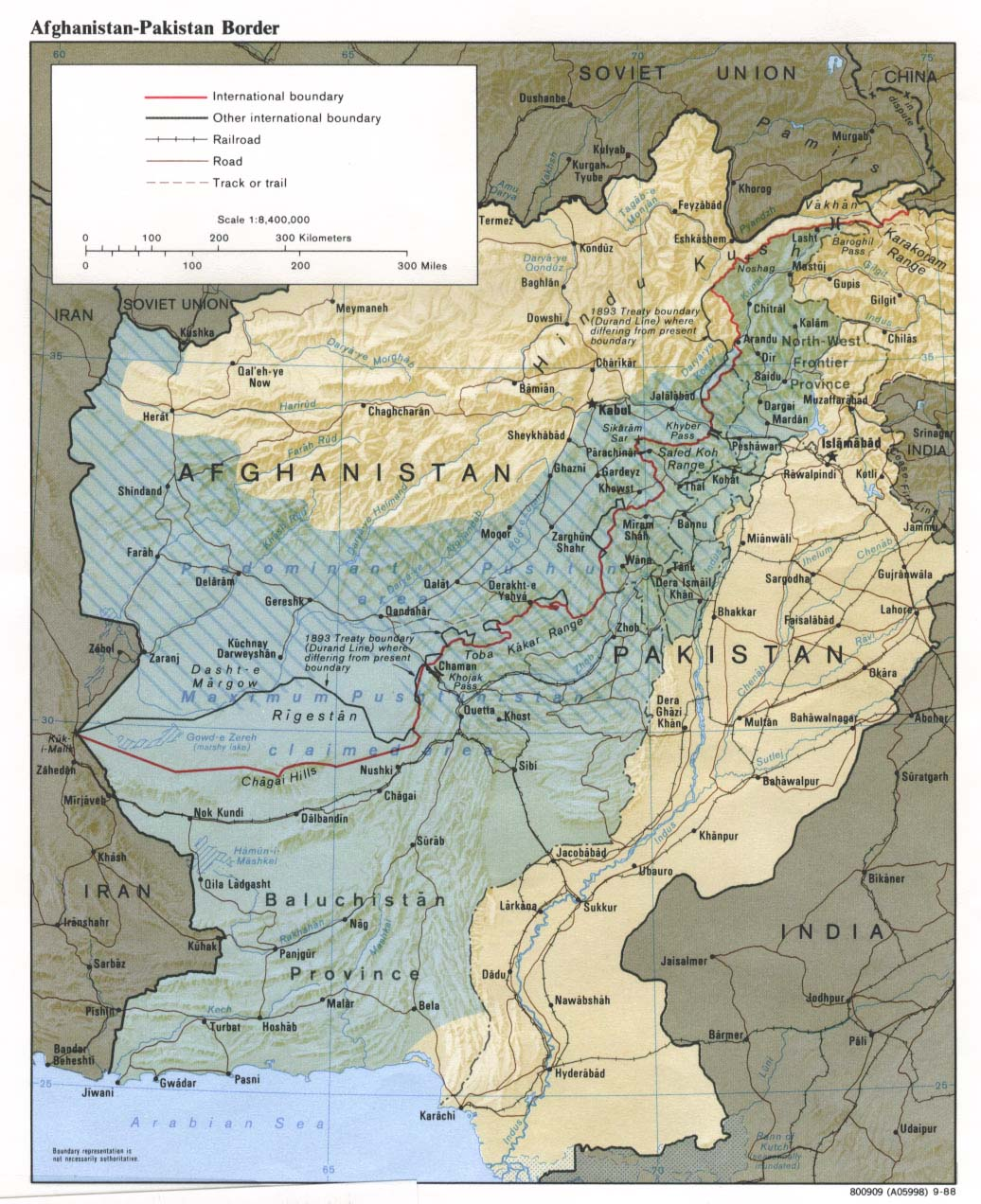
Gränsen mellan Afghanistan och Pakistan skär rakt igenom det område som framför allt bebos av pashtuner (blått med snedstreck).

Pashtuner (pashto: پښتون, persiska: پشتون), även kallade pathaner är den största folkgruppen i Afghanistan och den näst största i Pakistan. År 2023 uppskattades antalet pashtuner i Pakistan till 38 miljoner. För Afghanistan saknas tillförlitliga befolkningsdata.

## Historia och indelning
Ordet afghan är känt sedan 200-talet som det persiska ordet för pashtun.

### Klaner och förbund
Pashtunerna är uppdelade i ett sextiotal olika stammar, som i sin tur består av olika klaner och subklaner. De är förenade i olika förbund, varav de viktigaste är:
- Stamförbundet Ghilzai (Ghalji, Khalji) med betydelsen "bergsbor"[4] Deras kärnområde är provinsen Paktika. Ghilzai är det största stamförbundet i Afghanistan, och den afghanska Hotakidynastin (1709–1738) var ghilzai-pashtuner.[5]
- Stamförbundet Abdali, även kallad Durrani efter att den unge stamhövdingen Ahmad Shah år 1747 blev vald till ledare vid ett rådsmöte – Loya jirga – i Kandahar. Han tog sig titeln Durr-i-Durran ("pärlornas pärla") och skapade ett imperium som brukar betraktas som grunden för den nuvarande afghanska staten. Alla afghanska härskare fram till 1978 tillhörde olika grenar av stamförbundet Durrani, från det tidiga 1800-talet oftast dess gren Barakzai.[6]

De pashtunska stammarna har traditionellt bebott olika områden och periodvis legat i fejd med varandra, vilket gjort att de ofta har motsatt sig andra pashtunska stammars centralstyre. Under hela Afghanistans historia har pashtunska härskare koloniserat icke-pashtunska områden i landet. De har flera gånger tvingat andra folk i landet att överge sina hem och flytta till andra delar av landet. 
En sådan tvångsförflyttning genom fördes av den persiske erövraren Nadir Shah, död 1747  och en annan av "järnemiren" Abdur Rahman kring 1890. Abdur Rahman, som tillhörde den pashtunska Durrani-stammen, mördade och tvångsförflyttade hundratusentals hazarer i vad som liknade ett folkmord. Han tvångsförflyttade delar av den pashtunska Ghilzai-stammen från den sydöstra delen av landet till nordligare områden som beboddes av tadzjiker, uzbeker, hazarer och turkmener. Därmed stärkte han den inbördes samhörigheten mellan pashtuner på bekostnad av andra folk, i synnerhet hazarerna, vars manliga befolkning mördades och kvinnliga förslavades.
Det afghanska nomadfolk som kallas kuchi är pashtuner.

### Sedan 1893
Durandlinjen som drogs 1893 som gräns mellan Afghanistan och dåvarande Brittiska Indien delade det pashtunska området så att en stor del inte längre hörde till Afghanistan utan hamnade i provinsen Khyber Pakhtunkhwa (tidigare kallad Nordvästra gränsprovinsen) i nuvarande Pakistan. Provinsens namn speglar att den bebos huvudsakligen av pashtuner.
Utefter Pakistans gräns mot Afghanistan finns ett antal pashtundominerade områden som fram till 2018 var federalt administrerade halvautonoma stamområden men som sedan dess ingår i Khyber Pakhtankwa. Gränsen mellan dessa områden och Afghanistan är inte formellt erkänd av Afghanistan utan tillåter stor rörlighet inom det pashtunska området.

## Språk och religion
Pashtunernas traditionella språk är det östiranska pashto, men i Afghanistan finns numera inget strikt samband mellan etnicitet och modersmål och många talar i stället standardpersiska (farsi-ye dari) eller någon av landets persiska dialekter.
Pashtunerna är i allmänhet sunnitiska muslimer.

## Pashtunwali-kulturen
Den pashtunska kulturen och livet har, speciellt på landsbygden, präglats av de normer och levnadsregler som kallas för pashtunwali. Ordet kan översättas med "pashtunernas sätt att leva". Uppförandereglerna bygger i mycket på förhållandet mellan heder och skam. Denna tradition har försvagats sedan slutet på 1800-talet när stam/klankulturen började utmanas av en framväxande centralstat, urbanisering och kommersialisering. Pashtunwali efterlevs idag inte i lika hög grad som tidigare men lever fortfarande kvar som ett ideal och rättesnöre. Liknande normer och regler finns även hos andra folkgrupper i Afghanistan.
De levnadsregler som innefattas i pashtunwali kan sammanfattas som
- Ära och rykte, där individens ära är tätt kopplad till hela familjens och klanens ära. Det är mannens uppgift att försörja och skydda sina kvinnliga familjemedlemmar i syfte att försvara sin egen och familjens heder, ära och rykte.
- Gästfrihet gentemot alla oavsett religion, nationalitet och ekonomisk status.
- Fristad för den som söker skydd i någons hus.
- Utbyte - både i betydelsen hämnd för oförrätter och i betydelsen skyldighet att tacka för eller återgälda hjälpande handlingar. I begreppet ingår också bytesäktenskap där familjer knyter band genom att gifta ihop sina barn.
- Tvistlösning genom att en kvinna eller flicka skänks bort för giftermål för att sluta fred och undvika blodshämnd. Detta ses som en av flera möjligheter att lösa en tvist. Ett annat sätt är genom ekonomisk kompensation.[16]